# ハリー・ネルソン
ハリー・ネルソン（Harry L. Nelson、1932年1月8日 - 、カンザス州トピカ生まれ）はアメリカのコンピュータプログラマ、数学者、編集者、パズルコレクター。1991年に引退するまで、ローレンス・リバモア国立研究所の研究員。Journal of Recreational Mathematicsの編集長も務めていた。
- 1953年、ハーバード大学数学科を卒業。その後、アメリカ陸軍に2年間従軍する。
- 1957年、カンザス大学で修士号（M.A.）を取得。1979年、当時世界最大の素数（メルセンヌ数）244497-1を発見。ギネスブックに掲載された。
- 1981年、アルキメデスの「家畜の問題」をCray-1コンピュータを使って206,545桁の全解を得た。
- 1983年、Robert Hyattと共に開発したプログラム「Cray Blitz」を使い、世界コンピュータチェス選手権で優勝。

パズル作家芦ヶ原伸之との親交でも知られる。1983年、芦ヶ原の考案した難解なパズル「ノナ」をCray-1を使って全解を得たことがある。